# Jubé de la cathédrale Saint-Jean de Besançon
Le jubé, dans une église, est une clôture surmontée d'une tribune séparant le chœur liturgique de la nef. Il tient son nom du premier mot de la formule latine « jube, domine, benedicere » (« daigne, Seigneur, me bénir ») employée lors des lecteurs avant les leçons de Matines.

Celui de la cathédrale Saint-Jean de Besançon date du XVIe siècle, il est l'œuvre de Lullier. Il fut détruit à la Révolution.

## Historique
Grâce à la générosité de Jean Carondelet, le chapitre de Besançon commanda pour les deux cathédrales des jubés et des stalles. Le jubé de Saint-Jean fut construit de 1551 en architecture à 1554. Il fut détruit en 1792, à la demande d'Étienne Roy, curé constitutionnel de Saint-Jean.

## Architecture

Plan de la cathédrale

L'architecture de cet ouvrage nous est connue grâce à des documents conservés aux archives départementales du Doubs, notamment deux plans (l'un de 1699 et l'autre de 1784) et une coupe longitudinale du chœur (de 1784).

Le jubé se situait entre deux piliers, qui interrompent les files de colonnes (voir le plan de la cathédrale). Cette interruption permet de marquer dans l'architecture les limites entre le chœur liturgique et la nef. Le jubé possédait  une élévation simple, un premier niveau de colonne surmonté d'un entablement et d'un attique servant de balustrade pour la tribune. L'élévation était constituée de trois travées. Les deux latérales étaient constituées chacune de deux colonnes doriques encadrant trois niches. La travée centrale était l'ouverture pour accéder au chœur. Les deux travée latérales dissimulaient deux escaliers construits dans l’épaisseur du jubé pour accéder à la tribune de celui-ci.
Le jubé possédait deux escalier tournants, qui encadraient le passage central entre la nef et le chœur.

## Vestiges
Il subsiste quelques vestiges de ce monument, dont un bas relief représentant la cène, il devait se situer dans le fronton du jubé. Il est aujourd'hui visible dans l'une chapelle latérale de la cathédrale Saint-Jean : la chapelle des Fonts.
Nous conservons aussi quatre des six statues. Trois d'entre elles, saint Étienne, saint Férréol et saint Fergeux sont actuellement conservées au musée des beaux-arts, tandis qu'une statue d'un saint diacre est conservée dans la chapelle Saint-Nicolas du Palais archiépiscopal de Besançon.